# UFO宗教
UFO宗教は、 未確認飛行物体 （UFO）を操作する地球外生命 （ET）の存在が教義の要素に含まれる宗教である。通常、支持者は、ETは人類の幸福に興味があり、すでにET文明の一部であるか、やがて既存のET 文明の一部となるかのいずれかになると信じている。もしくはETの存在を超自然的な世界観に組み込み、物理的なエイリアンというよりは天使的存在に近いものと見なしている。この区別は、サブカルチャー全体を通じてぼやけている可能性がある。こうした教義は、初期のサイエンスフィクション （特に宇宙オペラ ）や物語、UFO研究 、そしてUFOの目撃や異星人による誘拐のストーリーにその起源を持つ。

## 概要
一部の支持者は、テクノロジー、および精神性を備えた異星人の文明が地球に到着する、または再発見されることで、人類は現在の環境的、精神的、社会的問題を克服することができると信じる。憎しみ、戦争、偏見、貧困などの問題を、優れた異星人テクノロジーと霊的能力を使うことで解決すると言われており、そのような信念体系はまた、千年王国主義とも見なされる。
UFO宗教は、アメリカ 、カナダ、フランス、イギリスと日本のような国で最初に発展した。それらの国々はETとの接触をするために十分に発展した技術を持ち、宗教的に寛容という特徴を持つ。「 空飛ぶ円盤 」という用語や、UFOについての一般的な概念は、1947年に始まり、1950年代には、UFOや異星人との接触体験を持つとされるコンタクティーの出現と共に、UFO宗教の創設が見られた。

## UFO宗教とされる団体

### アセリアス・ソサエティー
アセリアス・ソサエティーは、1955年にイギリスで設立された。創設者のジョージ・キングは、「惑星間議会」の代表であるAetheriusと呼ばれる地球外知的生命体から、テレパシーコミュニケーションを受け取ったと主張し、Aetheriusの社会は、形而上学的な意義を説く宇宙的なメッセージを人類に伝えるための媒体として機能しているとした。メッセージは、ジョージ・キングが「 サマディ 」の状態で座り、彼の声を通じて配信されたものを、カセットテープによって記録した。1956年と1957年に、一般の聴衆の前で行われたいくつかの メッセージ伝達で、空飛ぶ円盤が活動する日程と場所を予測した。これらの日付のすぐ後に、 サンデー・タイムズやデイリー・テレグラフなどの新聞は、これらの「メッセージ」で予測された日付と場所と一致する目撃情報を報告した。精神的なティーチャーであるジョージ・キングは、ヨガの実践、 スピリチュアルヒーリング 、マントラなどのツールを用い、自己を進化させ、世界に貢献することを主眼に活動している。

### サブジーニアス教会
1979年にIvan StangとPhilo Drummondによるパンフレットの発行で設立されたサブジーニアス教会は、コメディーとパロディーを多用していることから「パロディー宗教」とされている。にもかかわらず、この組織は世界中で1万人を超えるフォロワーを擁し、「サブジーニアス説教師」に任命されるために30 ドルを支払っており、多くの懐疑論者や無神論者グループに受け入れられている。1983年に出版された『ブック・オブ・サブジーニアス』の中で、その元首であるJR "Bob" Dobbsが、Xistsと呼ばれる地球外の種族と接触し、Xistsは、1998年7月5日に地球への世界的な侵攻を開始する予定だと予言した。その予定日に侵略は起こらなかったが、教会員たちは毎年7月5日に毎年「X-Day」のお祝いをしている。教会はまた、そのメンバーたちは完全に人間ではなく、イエティの子孫であると主張している。

### ヘヴンズ・ゲート
ヘヴンズ・ゲートは、創設者マーシャル・アップルホワイトが38人の信者に集団自殺を遂行させたことで知られる。伝えられるところによれば、メンバーは自分たちがエイリアンであり、 ヘール・ボップ彗星と共に到着する宇宙船を待っていると信じていた。集団自殺は、彼らの魂が、彗星の背後に隠れている宇宙船に運ばれるであろうという明白な信念の中で行われた。彼らは、予想される宇宙での長い”旅”のために綿密な準備をしており、宇宙空間に体を慣らすべく暗い部屋に住み、スニーカーを履いていた。

### ネーション・オブ・イスラム
ネーション・オブ・イスラムは、UFOは地球外の生物ではなく人間によって操縦される人工の機械であるという考えを持ち、審判の日に活躍すると信じられていた。その後期指導者イライジャ・ムハンマドは、聖書のエゼキエル書には「母船」または素晴らしい「車輪」という記述が、UFOを指していると主張した。また彼のメンターであるウォーレス・ファード・ムハンマドも、一部の選ばれた科学者だけが秘密裏に知る隠れた技術が地球上にあると主張した。1929年に日本の島に巨大な「マザープレーン」または「ホイール」が建設されたとファードは説明した。この運動の現在の指導者であるルイス・ファラカンは、「マザープレーン」を以下のように描写している。 
名誉あるイライジャ・ムハンマド師は、私たちに宇宙のように、つまり球の中の球として作られた巨大なマザープレーンについて話しました。白人はそれらを未確認飛行物体（UFO）と呼んでいます。旧約聖書のエゼキエルは、昼は雲のように見えたが車輪が、夜には火の柱のように見えました。イライジャ師は、このホイールは、現在日本と呼ばれている島の上に、元々の科学者たちによって建設されたと語りました。それを造るのにその時に金で150億ドルが必要でした。車輪は、最も硬い鋼でできています。アメリカはそのようなものに使われる鋼の組成をまだ知りません。それは円盤型をしています。聖書には、決して曲がらないと書かれています。円という性質のために、時速数千マイルの速度であらゆる方向に移動したり、停止することができます。このマザー・ホイールには、1マイル半四方（800メートル四方）の小型ホイールが1500個ついていると言いました。このマザーホイールは、小さな人造の惑星のようなものです。小型ホイールには、それぞれは3つの爆弾が搭載されています。  

### ラエリアン・ムーブメント
国際ラエリアンムーブメントは、「世界最大のUFO宗教」と言われる。1973年、フランス人のクロード・ボリロン（ラエル）が一機のUFO（宇宙船）より現れた異星人と遭遇したことを期に創設される。ラエリアンは、自らを「エロヒム」と呼ぶ科学的に進歩した異星人が、遺伝子工学によって地球の全ての生命や地球人類を創り出しており、世界中の神話や伝統的な宗教の神々のモデルが異星人であること、クローン技術と物理的な記憶の転送技術によって将来的に人類も異星人と同様に永遠の命を得ることが可能であると信じている。異星人は、イエス、ブッダ、ムハンマドのような過去の宗教的指導者を人類の成長段階に合わせて人類の中から教化し、派遣した。さらに異星人は人類への啓示と教育を完了するために今後訪問する計画があると言われる。
「異星人からのメッセージを世界中の人々に伝え拡めること」「異星人を公式に迎え入れるための大使館を建設すること」の２項目を教団の主な目的としている。
「生命が偶発的に合成されて誕生したり、進化することは有り得ない」とし、自然発生説や進化論を否定している。神や魂(霊魂)、死後の世界や輪廻転生も完全に否定している。

### サイエントロジー
サイエントロジーは、クリストファー・パートリッジの研究書『UFO宗教』で議論されているように、地球外文明の物語と過去の生活への介入が教義体系の一部を構成している。7500万年前、銀河連合国の支配者ジヌーに支配されており、その世界で人口過多を抑制するために、ジヌーは人々を眠らせて冷凍した上に地球まで運搬し、火山の火口に投げ捨てて水爆で爆破して始末したという伝説を、教義のひとつとして信じている。
創設者のL・ロン・ハバードによると、死ぬとテタン（魂）は肉体を離れ、金星に到着する。そこで終えたばかりの人生にまつわる記憶を消去し、新しい人生に向けた再インプラントを行うようプログラムされている。

### ユナリアス・アカデミー・オブ・サイエンス
1954年にアーネストL.ノーマンと妻ルースによって設立されたユナリアスは、カリフォルニアエルカホンに本部を置くグループであり、4次元宇宙物理学の使用を通して、「より高い周波数」帯域に存在する高度知的生命体とコミュニケーションすると信じている。 ユナリアスは、過去世の存在を信じ、かつて太陽系は古代の惑星間文明が住んでいたと考える。

### 新世界の慰安者による普遍産業教会
新世界の慰安者による普遍産業協会（Universal Industrial Church of the New World Comforter）は、アレン・マイケルによって1967年に設立されたUFO宗教であり、ワンワールドファミリーを母体としている 。
1947年、カリフォルニア州ロングビーチの絵看板画家だったアレン・ヌーナンは、地球外生命体との遭遇を経験したと主張した。看板を描いている間、彼は母船にビームアップされたという。それから彼はアレン・マイケルと改名した。1954年には、カリフォルニアのモハーヴェ砂漠の巨大岩で1954年に空飛ぶ円盤に物理的に遭遇したと主張した。サマー・オブ・ラブの間、彼はカリフォルニア州サンフランシスコのヘイトストリートとスコットストリートの交差する北東の角で「ワンワールドファミリーコミューン」を始め、「ヒア・アンド・ナウ」という名のビーガンレストランを経営した。同様のレストランを７店舗オープンさせた。1970年初頭、ワンワールドファミリーはカリフォルニア州バークレーに住んだが、それに先立つ1969年、コミューンはバークレーのテレグラフアベニューとヘイストストリートの交差点に、より大きなビーガンレストランを設立し、ワンワールドファミリーナチュラルフードセンターと名付けた。彼らはCosmic Cookeryと呼ばれるベジタリアンクックブックを出版した。アレン・マイケルが描いたレストランの横には、「農民、労働者、兵士たちの団結 - 人々のスピリチュアル改革1776年 - 1976年」というフレーズが書かれた大きな壁画があった。農民は熊手を、労働者はハンマーを、そして兵士は銃を持って互いに肩を組み、三人の頭上には着陸のために入ってくる3つの空飛ぶ円盤があった。1973年に、アレン・マイケルは「新世界の慰安者による普遍産業協会」を設立し、彼のチャネリングで得た啓示の書 「永遠の福音書 」を出版した。 1975年、教会本部とベジタリアンレストランはカリフォルニア州ストックトンに移転した。アレン・マイケルは、 ユートピアシンセシス党から1980年と1984年の選挙で米国の大統領選に立候補した。

### ユニバーサル・ピープル
ユニバーサル・ピープルは、Ivo A Bendaを中心とするチェコのムーブメントである。その信じるところによると、1997年10月以来、ベンダはテレパシー的に、後に直接的な接触によって地球外生命体とコンタクトをしている。これらの文明はアシュターが主導する宇宙船の艦隊を操縦しており、善を助け、彼らに従う者を別の次元に運ぶ。彼らの教義は、UFO研究に見られる様々な要素を含み、時には他の団体のコンタクティの名前がクレジットされることもある。イエス・キリストは「細やかなバイブレーションを持つ」が、キリスト教は陰謀論であると考える。

## その他の宗教におけるUFO

### シェア・インターナショナルとマイトレーヤ
神智学に影響を持つシェア・インターナショナルは、グルである ベンジャミン・クレームによって設立された団体である。彼らの主張するところによると、マイトレーヤと呼ばれるメシアが、空飛ぶ円盤に乗る宇宙の兄弟たちと共に公の場に姿を現すことになっている。クレームは、金星からやって来た北欧系エイリアンが円盤を操縦しており、金星のエーテル平面上に存在する彼らの文明は、地球よりも何百万年も先を進んでいると主張する。これらの空飛ぶ円盤は、彼ら自身と宇宙船のバイブレーションレベルを下げ、物理次元に姿を現すことが出来る。（その例として、ジョージ・アダムスキのUFO目撃を示した）。 クレームによると、金星人は、全長４マイルにもなる母船を所有している。神智学者にも信じられているサナト・クマーラ と呼ばれる存在も、元々は185万年前に金星から来た北欧系エイリアンで、現在は地球のゴビ砂漠の上のエーテル平面上に位置するシャンバラと呼ばれる都市に住んでいると言われる。 ベンジャミン・クレームの信者は、金星とシャンバラを結ぶ定期的なUFO便があり、ミステリーサークルも空飛ぶ円盤によって引き起こされると信じている。 

### アセンデッドマスターティーチング
アセンデッドマスターの教えは、神智学に基づく団体である。IAMアクティビティのガイ・バラードと普遍勝利教会エリザベス・クレア・プロフェットが広めた時点では、UFOについての言及はなかったが、その流れを組んで1993年から始められたジョシュア・デビッド・ストーンの教えでは、地球の付近で活動する「アシュター銀河コマンド」の司令官アシュターを、その他のより古典的な存在同様、アセンデッドマスターであるとした。ストーンはウエサク祭を西洋に紹介した人物としても知られているが、彼が1996年にマウントシャスタでウエサク祭を始めた時、アシュターは彼の口述を通じてメッセージを伝え、自身がアセンデッドマスターの一人であることを告げたと言う。ストーンは、イエス・キリストがサナンダという銀河的な名前で活動していて、宇宙船艦隊アシュターコマンドに同乗することもあると伝えている。 

### テンペルホーフ共同体
1990年代初頭に設立されたテンペルホーフ共同体は、オーストリアのウィーンに本部を置くネオナチ的グノーシス派であり、その教えは２世紀ローマで活躍したマルキオン主義の形を取る。彼らは、アーリア人種がアルデバラン星からアトランティスにやって来たと主張するパンフレットを配布しており、この情報はおそらく「古代のシュメール写本」に基づく。アルデバラン出身のアーリア人を維持するパワーは、黒太陽から発するエネルギーによるエネルギーだと主張する。アーリア人種は地球外起源であるため、他のすべての人種を支配するという神の使命を持っていると教える。支持者たちは、やがてアルデバランから巨大な宇宙艦隊が到着すると信じており、その際には南極からナチス空飛ぶ円盤がこれに加わり、第四帝国を樹立すると信じている。

### ニューメッセージ・フロム・ゴッド
ニューメッセージ・フロム・ゴッドは、マーシャル・ヴィアン・サマーズによって、1992年に設立された団体。カリフォルニア大バークレー校で学び、芸術と音楽の教師になったが、盲目の生徒の担当となった経験を通じて、直感によるガイダンスを研究するようになる。やがて天使からの天啓を受け、救済のメッセージを伝えるようになった。人類は天使だけではなく地球外生命体の介入も受けており、その数はより多くなっているとしている。 

### アトマエネルギー解放のための訓練センター
アトマ・ファンデーションとも言われるこの団体は、もともとはインドのヒンズー教系組織ブラフマ・クマリスの分派であり、ドイツ人心理学者Heide Fittkau-Gartheによって、1994年にカナリア諸島で設立された。1998年にスイスにおいて服毒による集団自殺を企てたと言われるが、警察によって阻止された。支持者の中には、宇宙船に迎えられ目的地に連れて行ってもらえると信じる者もいた。 